# Novi Meksiko
Novi Meksiko (engleski: New Mexico, španjolski: Nuevo México, navajo: Yootó Hahoodzo) savezna je država u jugozapadnom SAD-u. Tijekom svoje povijesti država je bila i meksička provincija i američki teritorij. 
Novi Meksiko se od ostatka SAD-a razlikuje po tome što je savezna država s najvećim postotkom Hispanoamerikanaca, od kojih su mnogi potekli od španjolskih kolonista, a isto tako ima i značajan broj Američkih Indijanaca. Kao rezultat toga, stanovništvo i kultura države su jedinstveni po snažnom španjolskom, meksičkom i indijanskom kulturnom utjecaju. Zbog takve različitosti, neki stanovnici ostalih dijelova SAD-a ponekad je pogrešno smatraju meksičkim teritorijem. I engleski i španjolski su u upotrebi kao službeni jezici, a Novi Meksiko je ujedno i jedina savezna država SAD-a u kojoj španjolski ima status službenog jezika.
Na krajnjem sjeverozapadnom uglu, nalazi se sjecište granica između četiriju država: Novog Meksika, Arizone, Colorada i Utah. Na sjeveru Novi Meksiko graniči s Coloradom, na istoku ima kraću granicu s Oklahomom, nakon koje slijedi ona duga s Teksasom, koja se proteže i većim dijelom juga države, gdje se nalaze i granice s meksičkim saveznim državama Chihuahuaom i malim dijelom Sonorom. Zapadnu granicu u cijelosti čini ona s Arizonom. Glavni grad je Santa Fe, a najveći Albuquerque, nakon kojeg je Las Cruces. Kroz Novi Meksiko protječe i rijeka Rio Grande, a kroz državu se proteže i dio Stjenjaka. 
Iako je veličinom peta najveća američka savezna država, Novi Meksiko je relativno slabo naseljen, te se nalazi tek na 45. mjestu po gustoći naseljenosti između 50 saveznih država, a većinu stanovništva čine bijelci (44,7 %) i Hispanoamerikanci (42,1 %). Od religija prevladava kršćanstvo s 82 %, dok ateista ima 17 %.
Novi Meksiko bio je mjestom velikih šumskih požara, kao Capitan Gapu 1950. u Nacionalnoj šumi Lincoln iz kojeg datira legenda o medvjedu Smokeyu, Whitewater-Baldyju 2012. u Nacionalnoj šumi Gila, Bear Wallowu 2011., Cerro Grandeu 2000. koji je izbio kao kontrolirana palež, Las Conchasu 2011. u Nacionalnoj šumi Santa Fe, Little Bearu 2012., Domeu u Jemeskom gorju 1996., La Mesi 1977. na vulkanskoj zaravni Pajaritu, Osou 1998. u Nacionalnoj šumi Santa Fe, Salvationu 1974. u Nacionalnoj šumi Gila, Trigou 2008., Water Canyonu 1954. godine.

## Okruzi i okružna središta
Novi Meksiko se sastoji od 33 okruga (Counties): Bernalillo (Albuquerque), Catron (Reserve), Chaves (Roswell), Cibola (Grants), Colfax (Raton), Curry (Clovis), De Baca (Fort Sumner), Doña Ana (Las Cruces), Eddy (Carlsbad), Grant (Silver City), Guadalupe (Santa Rosa), Harding (Mosquero), Hidalgo (Lordsburg), Lea (Lovington), Lincoln (Carrizozo), Los Alamos (Los Alamos), Luna (Deming), McKinley (Gallup), Mora (Mora), Otero (Alamogordo), Quay (Tucumcari), Rio Arriba (Tierra Amarilla), Roosevelt (Portales), San Juan (Aztec), San Miguel (Las Vegas), Sandoval (Bernalillo), Santa Fe (Santa Fe), Sierra (Truth or Consequences), Socorro (Socorro), Taos (Taos), Torrance (Estancia), Union (Clayton) i Valencia (Los Lunas).

## Etničke zajednice
Indijanci: Chiricahua, Cibecue, Jemez, Jicarilla, Keres, Lipan, Manso, Mescalero, Navaho, Pecos, Piro, San Carlos Apache, Tano, Tewa, Tiwa, Zuñi.

## Najveći gradovi
| Grad        | Okrug                | Stanovnici 1. travnja 2000. | Stanovnici 1. srpnja 2004. |
| ----------- | -------------------- | --------------------------- | -------------------------- |
| Albuquerque | Bernalillo           | 448.607                     | 484.246                    |
| Las Cruces  | Doña Ana             | 74.267                      | 79.524                     |
| Santa Fe    | Santa Fe             | 62.203                      | 68.041                     |
| Rio Rancho  | Sandoval, Bernalillo | 51.765                      | 61.953                     |
| Roswell     | Chaves               | 45.293                      | 45.074                     |
| Farmington  | San Juan             | 37.844                      | 42.421                     |
| Alamogordo  | Otero                | 35.582                      | 36.211                     |
| Clovis      | Curry                | 32.667                      | 33.063                     |
| Hobbs       | Lea                  | 28.657                      | 28.708                     |
| Carlsbad    | Eddy                 | 25.625                      | 25.417                     |
| Gallup      | McKinley             | 20.209                      | 19.715                     |

- El Farol Restoran i kantina, Santa Fe, Novi Meksiko
- Kanjon Rio Grande i Sangre de Cristos
- Žičara na Sandia Peaku
- Krajolik u Novom Meksiku
- Nacionalni spomenik Capulin Volcano.
- Elk Foot iz plemena Taos

## Znamenitosti
- Slikovite sporedne ceste
- Ristra
- Zaštićena područja Novog Meksika
- Španjolski land grantovi u Novom Meksiku
- Španjolske misije u Novom Meksiku
- Vicekraljevstvo Nova Španjolska